# Oscinimorpha tenuirostris
Oscinimorpha tenuirostris är en tvåvingeart som först beskrevs av Oswald Duda 1933.  Oscinimorpha tenuirostris ingår i släktet Oscinimorpha och familjen fritflugor. Inga underarter finns listade i Catalogue of Life.